# Hardflip
Hardflip – trik na deskorolce polegający na jednoczesnym wykonaniu frontside shove-ita oraz kickflipa. Hardflip może być wykonany różnymi sposobami (bardziej poziomo lub bardziej pionowo). Trik ten należy do trudniejszych, ze względu na tę samą stronę rotacji shove-ita i flipa (frontside). Przeciwieństwem tego triku jest inward heelflip.

## Wykonanie
Aby wykonać hardflipa należy:
1. Ustawić nogi: przednia podobnie jak do kickflipa, ale dalej od montażówek; tylna na końcówce taila (tak aby tylko palce znajdowały się na deskorolce)
2. Wybić się, tylną nogą odpychając deskę od siebie. Przednią nogą kopnąć flipa i pod koniec zawinąć ją za siebie aby deska obróciła się o pełnego shove ita.
3. W trakcie kopania, obrócić się lekko twarzą w stronę nogi przedniej oraz skoczyć do tyłu.
4. Podciągnąć nogi i złapać trick w powietrzu.
5. Wylądować na śrubach montażowych i odjechać.

Hardflip jest wyżej oceniany, kiedy jest wykonany poziomo (z widocznym frontside shove item). Jest to trudniejszy sposób, ale wygląda bardziej efektownie.